# Buraco coronal

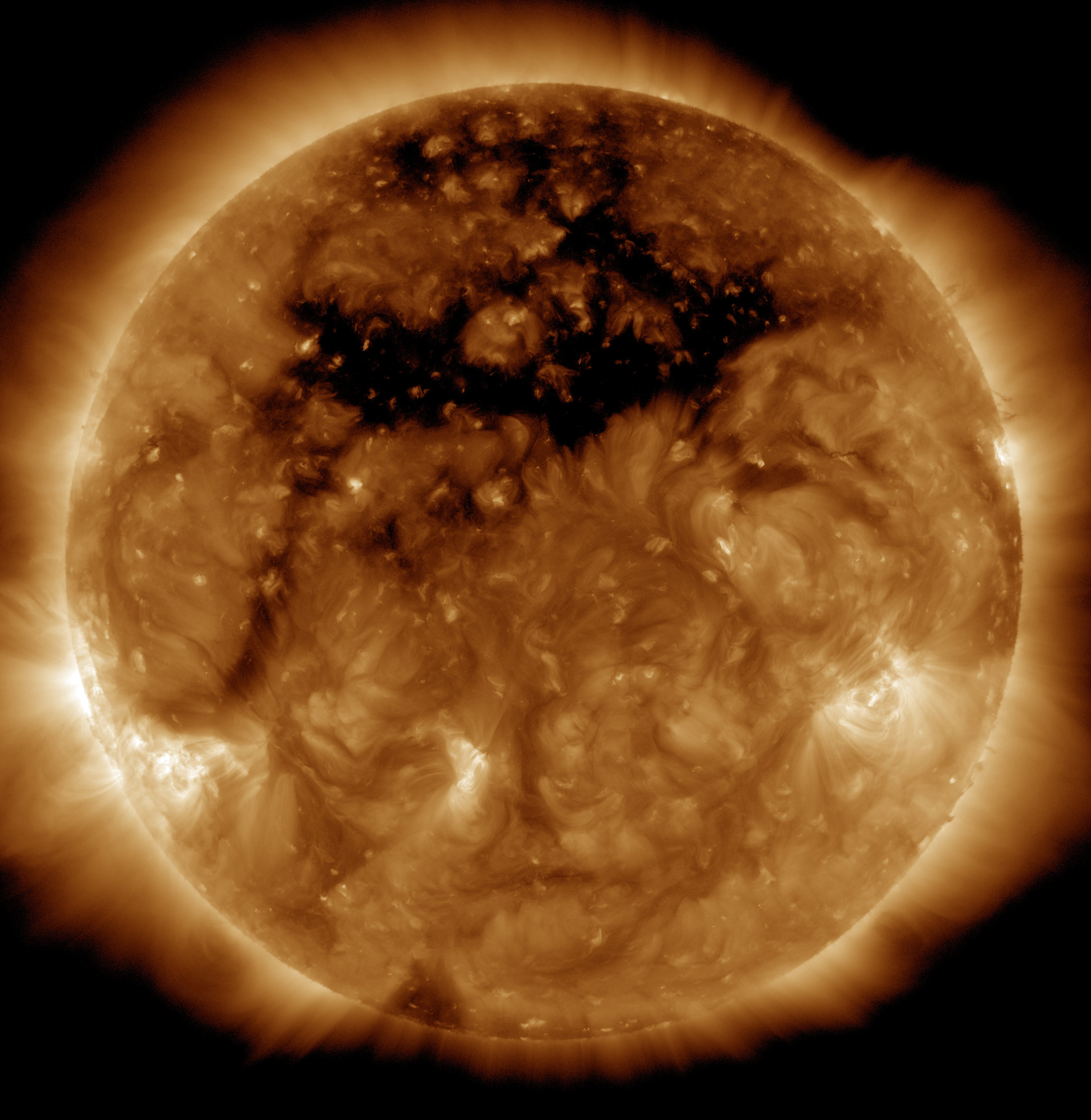
Quando observados em ultravioleta extremo, os buracos coronais aparecem como manchas relativamente escuras na coroa solar. Aqui, há um grande buraco coronal no hemisfério norte.

Buracos coronais são áreas onde a coroa solar é mais escura, fria, e possui uma densidade de plasma mais baixa do que a média da coroa (cerca de 100 vezes menos do que a média). Foram encontrados quando telescópios de raios X da Skylab revelaram a estrutura da coroa solar. Buracos coronais estão relacionados com concentrações unipolares de linhas de campo magnético abertas, sendo a região onde tais linhas estendem-se indefinitivamente no espaço, ao invés de retornarem para o Sol. Assim sendo, estas regiões permitem a saída de material da coroa solar para o espaço, razão pelo qual tais regiões são mais frias, escuras e menos densas que outras partes da coroa solar.